# Viuf Sogn

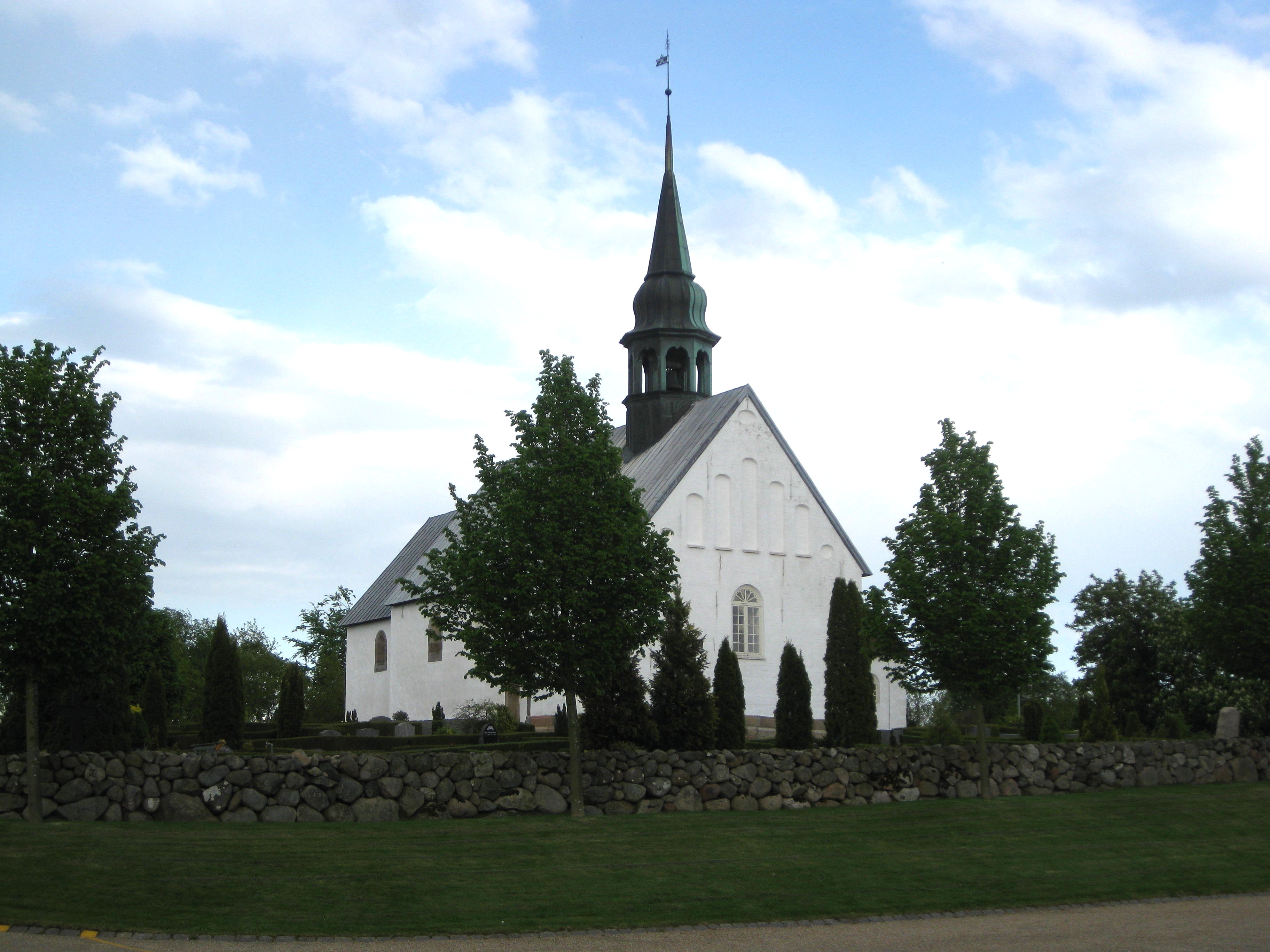
Viuf Kirke

Viuf Sogn ist eine Kirchspielsgemeinde (dän.: Sogn) im südlichen Dänemark. Bis 1970 gehörte sie zur Harde Brusk Herred im damaligen Vejle Amt, danach zur Kolding Kommune im erweiterten Vejle Amt, die im Zuge der  Kommunalreform zum 1. Januar 2007 in der „neuen“  Kolding Kommune in der Region Syddanmark aufgegangen ist.
Im Kirchspiel leben 905 Einwohner, davon 561 im Kirchdorf (Stand:1. Januar 2023). Im Kirchspiel liegt die Kirche „Viuf Kirke“.
Nachbargemeinden sind im Südosten Sønder Vilstrup Sogn und im Süden Almind Sogn, ferner in der benachbarten Vejle Kommune im Nordwesten Ågård Sogn und im Nordosten Smidstrup Sogn.